# Реш, Александер
Александер Реш (нем. Alexander Resch; 5 апреля 1979, Берхтесгаден, Германия) — немецкий саночник, выступавший за сборную Германии с 1998 по 2010 год. Принимал участие в трёх зимних Олимпийских играх и выиграл две медали, золото в Солт-Лейк-Сити (2002 год) и бронзу в Ванкувере (2010 год) — всё в парных мужских заездах. На Олимпеаде в Турине 2006 года смог подняться лишь до шестой позиции. Чаще всего выступал в паре с Патриком Лайтнером.
Александер Реш является обладателем дюжины медалей чемпионатов мира, в его послужном списке восемь золотых наград (парные заезды:1999, 2000, 2004, 2007; смешанные команды: 2001, 2003, 2004, 2007), две серебряные (парные заезды: 2005; смешанные команды: 2000) и две бронзовые (парные заезды: 2003; смешанные команды 1999). Семь раз спортсмен становился призёром чемпионатов Европы, в том числе пять раз был первым (парные заезды: 2000, 2002, 2004, 2006; смешанные команды: 2000), один раз вторым (смешанные команды: 2002) и один раз третьим (парные заезды: 2008, разделили награду с двойкой сборной Италии).
Шесть раз Реш выигрывал общий зачёт Кубка мира в соревнованиях между мужскими двойками, наиболее удачными для него оказались сезоны 1999—2000, 2001—2002, 2003—2004, 2005—2006, 2006—2007 и 2007—2008.
Закончил карьеру профессионального спортсмена в 2010 году, сразу после Олимпийских игр в Ванкувере, после чего продолжил службу солдатом в армии Германии. В свободное от службы время любит кататься на велосипеде и на лыжах, интересуется экономикой.